# Pocisk odłamkowo-burzący
Pocisk odłamkowo-burzący – pocisk artyleryjski lub rakietowy przeznaczony do zwalczania celów energią kinetyczną odłamków oraz fali uderzeniowej powstałej w wyniku wybuchu pocisku.

## Charakterystyka
Pocisk odłamkowo-burzący stosowany jest do niszczenia siły żywej, umocnień polowych i celów lekko- i nieopancerzonych. Posiada korpus o grubych ściankach i zawierający materiał wybuchowy (współczynnik napełnienia materiałem wybuchowym 10-15%, pośredni pomiędzy tym jaki mają pociski burzące, a pociski odłamkowe). Eksplozje powodują zapalniki uderzeniowe, podwójnego działania, zbliżeniowe lub czasowe.